# Gerard Vilardaga i Cunill
Gerard Vilardaga i Cunill   (Berga, 1977) és un treballador social, escriptor i fotògraf català. És membre i col·laborador del col·lectiu artístic Konvent, forma part de la companyia escènica Tràfec Teatre, amb la qual ha rebut diversos premis nacionals i internacions, i també duu a escena els seus projectes més personals amb l'artista Iris Hinojosa.

## Obra publicada

### No-ficció
- El convent del tèxtil. Biografies mínimes (2009)[5]

### Narrativa
- IB6123 i altres contes (2010)
- La talpera (2024)

### Poesia
- Diumenge (2011)
- Dimarts (2014)
- Home de missa (2020)[6]